# HEMT

Secció transversal d'un pHEMT GaAs/AlGaAs/InGaAs

Els HEMT (de l'anglès high-electron-mobility transistor) són transistors tipusFET, (de l'anglès field effect transistor) en què es reemplaça el canal de conducció per una juntura en la qual s'uneixen dos materials semiconductors amb diferents bretxes entre les bandes de conducció i de valència, el que produeix una capa molt prima a la qual el nivell de Fermi aquesta una mica per sobre la banda de conducció, d'altra banda els portadors queden confinats a una capa tan estreta que se'ls pot descriure com un gas d'electrons de dues dimensions. Per aquestes dues raons els portadors de càrrega adquireixen una molt alta mobilitat i una alta velocitat de saturació, capacitar-los per reaccionar a camps que varien a molt altes freqüències, com també redueix molt significativament l'efecte de dispersió que els àtoms de dopatge produeixen sobre els portadors de càrrega REDICE en gran manera el soroll que aquest dispositiu emet.

Diagrama de bandes d'HEMT basat en heterounió GaAs/AlGaAs, a l'equilibri.

Normalment els dos materials semiconductors té la mateixa estructura cristal permetent un adequat calci entre aquestes, això amb l'objectiu d'evitar que els portadors quedin atrapats en les discontinuïtats que es podrien produir. Reduint el seu rendiment.
Hi ha un tipus de HEMT, conegut com pHEMT (de l'anglès pseudomorphic HEMT) en els quals això no es compleix i s'hi posa una capa extremadament prima de d'un dels materials, tant prima, que es deforma per encaixar amb l'altre material. Amb això s'aconsegueixen bretxes d'energia molt més altes permetent un millor rendiment del transistor.
Una altra manera d'aconseguir això és la inserció, entre els dos materials, d'una capa molt prima d'adaptació que és l'encarregada d'unir les dues estructures cristal. Això presenta un avantatge quan la capa d'adaptacions està construïda amb Alina, en aquest material la concentració de In és graduada de manera de calçar les estructures cristal·lines, llavors s'ha d'una alta concentració de In produeix alt guany i una baixa concentració produeix sota soroll